# Thaiphantes
Thaiphantes és un gènere d'aranyes araneomorfes de la subfamília dels erigonins, dins de la família Linyphiidae. Es pot trobar a Tailàndia .
Fou descrit per primera vegada per Alfred Frank Millidge l'any 1995.

## Llista d'espècies
Segons The World Spider Catalog 12.0:
- Thaiphantes milneri Millidge, 1995 (Espècie tipus)
- Thaiphantes similis Millidge, 1995